# Virginité (film, 1976)
Pour les articles homonymes, voir Virginité (homonymie).
Pour plus de détails, voir Fiche technique et Distribution.
Virginité (Come una rosa al naso) est une comédie britanno-italienne réalisée par Franco Rossi et sortie en 1976.

## Synopsis
Anthony M. Wilson est un riche Londonien d'origine sicilienne, propriétaire d'une grande chaîne de restaurants. L'homme garde encore un certain contact avec ses racines, ayant engagé un Sicilien, Vittorio Lo Presto, comme assistant ; une autre connaissance sicilienne de Wilson est le palefrenier Scibetta. Un jour, il reçoit un appel téléphonique de Sicile d'un porte-parole de Don Gerlando Mantuso, un membre de sa famille, lui annonçant l'arrivée à Londres le lendemain d'une de ses nièces prénommée Lucia. La voix lui ordonne d'être à l'aéroport avec une rose sur le nez. Wilson se rend à l'aéroport pour attendre la jeune fille, mais malgré la rose sur son nez, il est d'abord incapable de la trouver.  
Alors qu'il s'apprête à partir, il est abordé par une belle fille à l'accent sicilien qui lui demande de le déposer : Wilson l'accompagne jusqu'à sa destination. En descendant, la fille se présente comme Lucia Mantuso. La jeune femme fait comprendre à Wilson qu'elle s'est moquée de lui, l'ayant vu à l'aéroport avec une rose sur le nez. Wilson est attiré par la beauté de Lucia. Dans les jours qui suivent, il reçoit une lettre de Don Gerlando qui, en substance, « confie » à Anthony la protection de la virginité de Lucia, le rendant directement responsable. Wilson, inquiet, charge un détective privé d'aller voir la jeune fille. 

## Fiche technique
- Titre français : Virginité[1]
- Titre original italien : Come una rosa al naso[2]
- Titre britannique : Pure as a Lily
- Réalisateur : Franco Rossi
- Scénario : Vittorio Bonicelli (it), Roberto Leoni, Franco Lerici, Roberto Lerici (it), Franco Rossi, Ugo Tucci
- Photographie : Silvano Ippoliti (it)
- Montage : Frederick Wilson
- Musique : John Cameron
- Décors : Keith Bridgeman, Giuseppe Mangano (it)
- Costumes : Massimo Lentini (it)
- Maquillage : Alan Brownie, Maurizio Giustini
- Production : Ugo Tucci, Lew Grade, Franco Cuccu, Bernard Kingham, Basil Rayburn
- Sociétés de production : Variety Film, Incorporated Television Company
- Pays de production :  Italie -  Royaume-Uni
- Langue originale : italien
- Format : Couleur par Rankcolor - Son stéréo - 35 mm
- Durée : 100 minutes
- Genre : Comédie
- Dates de sortie :
  - Italie : 9 mars 1976 (Rome) ; 11 mars 1976 (Milan)
  - France : 11 mai 1977[1]

## Distribution
- Vittorio Gassman : Anthony M. Wilson
- Ornella Muti : Lucia Mantuso
- Madeleine Hinde : Vanessa Hampton
- Adolfo Celi : Honorable La Palomba
- Alessandro Haber : Vittorio Lo Presto
- Armando Bandini (en) : Sandro Scibetta
- Antonino Faà di Bruno (it) : Don Gerlando
- Graham Stark : Détective Mike
- Dudley Sutton : Jack
- Lou Castel : Luciano
- John Bryant : Basil
- Stan Jay : le père d'Anthony
- Malya Woolf : Polyhena
- Michael Da Costa : Giulio
- Guido Adorni : Serveur
- Tony Osoba : Othello
- Susan Morrall : Desdemona
- Santiago Varela : Carlos
- Nick Dunne : Nick